# Грустная bossa
| Оценки критиков | Оценки критиков |
| Источник        | Оценка          |
| --------------- | --------------- |
| InterMedia      | 7/10            |

«Грустная bossa» — четырнадцатый студийный альбом российской певицы Анжелики Варум, выпущенный независимо 30 октября 2020 года. Над альбомом вместе с Варум работал астраханский поэт и композитор Садо Новосадович (Sado).

## Отзывы критиков
Алексей Мажаев из InterMedia назвал «альбом тонкой, тихой, нежной работой, в которой, ...красивые насыщенные аранжировки и неброские мелодии создают определённую атмосферу». Он отметил, что если «погрузиться и настроиться на определённую волну» при прослушивании альбома, то от него можно получить много удовольствия, однако если не совпасть с ним по эмоциям, разочарование, по мнению рецензента, неизбежно: «ни хитов, ни смены темпа, ни разнообразия, сплошная концептуальная грусть».
Александр Кондуков в своём обзоре написал: «Роскошные аранжировки и знакомый мягкий как шелк голос — плавные сорок минут альбома „Грустная Bossa“, названного в честь одной из нежных песен, отправляет слушателя в мир, где ценят неосторожные фразы и жесты, верность и такое редкое в нынешнем мире чувство меры».

## Список композиций
Слова и музыка всех песен — Садо Новосадовича.
| №                   | Название             | Длительность |
| ------------------- | -------------------- | ------------ |
| 1.                  | «Грустная bossa»     | 5:22         |
| 2.                  | «Кто там, кроме»     | 3:45         |
| 3.                  | «Жемчуг и молоко»    | 4:37         |
| 4.                  | «Я тебя теряю»       | 5:10         |
| 5.                  | «Табу»               | 4:30         |
| 6.                  | «Весна»              | 3:48         |
| 7.                  | «Неосторожные фразы» | 4:41         |
| 8.                  | «Подари»             | 3:38         |
| 9.                  | «Паромщик»           | 4:37         |
| 10.                 | «Вполголоса»         | 3:07         |
| Общая длительность: | Общая длительность:  | 43:21        |